# آترتون، دوون
آترتون (به انگلیسی: Otterton) یک روستا و محله مدنی در بریتانیا است که در East Devon واقع شده‌است. آترتون ۶۵۶ نفر جمعیت دارد.